# Dostluk
Dostluk – miasto we wschodnim Turkmenistanie, w wilajecie lebapskim, w etrapie Köýtendag. W 2022 roku liczyło ok. 13,7 tys. mieszkańców.
Miejscowość otrzymała status miasta w 2016 roku.